# Friaje
El friaje es un fenómeno climático caracterizado por la caída repentina y brusca de la temperatura, acompañada de fuertes vientos. 
Puede ocurrir más de una vez en la Amazonía occidental, entre mayo y agosto. El fenómeno es una consecuencia de la penetración de masas de aire polar desde el Atlántico, a través de la cuenca del Plata, cuando recibe el aire frío desde las regiones templadas de América del Sur. Su duración mínima es de tres días. Este fenómeno se ve agravado por la acción humana, porque el flujo de aire polar se frena con los bosques, pero a medida que el hombre ha eliminado los bosques, el aire polar fue adentrándose con mayor facilidad hacia el Norte y afectando a todo a su paso.
Las principales consecuencias en la Amazonía son humanas, por ejemplo problemas de salud consecuencia de las bajas temperaturas y la baja sensación térmica. Por otra parte, se puede mencionar las lluvias, que son comunes en la región durante todo el año, no causando así impactos severos.
La Organización de las Naciones Unidas para la Alimentación y la Agricultura define el friaje como:

El friaje es una combinación de bajas temperaturas fuera de estación, heladas agronómicas, nieve y granizo que daña los cultivos y pastos en las zonas alto andinas.
Marc Vandersmissen